# 노엘 코트
노엘 코트(Noell Coet, 1994년 6월 2일 ~ )는 미국의 배우, 텔레비전 배우, 영화배우이다.
캐럴턴에서 태어났다.

## 영화
- 비 어프레이드 (2017년)
- 레벌레이션 로드2 (2013년)
- 브라더스 키퍼 (2013년) - 지니 역
- 파이브 타임 챔피언 (2011년) - 쉴리 역
- 킹스 오브 애플타운 (2009년)
- 후 두 유 러브 (2008년)